# Gladiatorii spartani
Gladiatorii spartani (în italiană La rivolta dei sette, cunoscut în țările vorbitoare de limba engleză și sub numele de Gladiators Seven, The Revolt of the Seven, The Spartan Gladiator sau The Spartan Gladiators) este un film italian din 1964, peplum, regizat de Alberto De Martino și care îl are în rolul principal pe Tony Russel.

## Prezentare
Filmul prezintă evadarea unui grup de gladiatori spartani. Cei șapte bărbați plănuiesc să caute o statuetă a zeiței Atena care, odată descoperită, le-ar aduce libertatea.

## Distribuție
- Tony Russel în rolul lui Keros
- Massimo Serato ca Baxo
- Nando Gazzolo ca Milo
- Livio Lorenzon ca Nemete
- Piero Lulli ca Silone
- Howard Ross ca Croto
- Pietro Capanna ca Mardok
- Helga Liné ca Aspasia
- Paola Piretti ca Elea
- Nando Angelini ca Gladiator spion
- Walter Maestosi - Criton
- Gaetano Quartararo - șef al gladiatorilor
- Dakar

## Lansare
Filmul a fost lansat în Italia la 28 decembrie 1964.